# Neojaera pusilla
Neojaera pusilla är en kräftdjursart som först beskrevs av Barnard1925.  Neojaera pusilla ingår i släktet Neojaera och familjen Janiridae. Inga underarter finns listade i Catalogue of Life.